# Paul Lieberstein
Paul Bevan Lieberstein (Westport, Connecticut, 22 de febrero de 1967) es un escritor, productor de televisión y actor estadounidense. Ganó un Premio Emmy en 2006 por su labor en la serie estadounidense de NBC The Office, en la que interpreta a Toby Flenderson, responsable de recursos humanos.

## Vida privada
Lieberstein creció en Westport, Connecticut, que asisten a la Escuela Superior de Staples. Posteriormente, asistió a Hamilton College, donde se unió a Psi Chi, y se graduó en 1989 con una especialización en economía ("quería ser un financiador de algún tipo"). Su primer trabajo después de graduarse era como auditor en Peat Marwick International, un trabajo que no duró seis meses. Él siguió con el trabajo a tiempo parcial en el bufete de abogados de su padre, "trabajar tan poco como [él] que podría [él] podría escribir ".
Su hermana Susanne es presidente en servicios de entretenimiento y está casada con Greg Daniels. Su hermano Warren estaba casado con Angela Kinsey. Paul se casó por segunda vez con Janine Poreba el 19 de julio de 2008 en la ciudad de Nueva York. Su primo Pablo es Fausto, quien tiene su personaje en "Cool Guy Paul", está representado en el episodio "Chair Model".

## The Office: escritor y actor
En una entrevista a SuicideGirls, Lieberstein señaló que "como actor, que es sólo un porcentaje muy pequeño de mí, no me siento Toby mientras estoy escribiendo. Es el más duro de los personajes de acceso". En una entrevista para su alma mater, Hamilton College, Lieberstein comentó sobre el panorama general:

"Cuando estamos en pre-producción, este es el mejor trabajo del mundo. Trabajo 10 a 7, y sentados alrededor de una lluvia de ideas con los demás escritores, haciendo las cosas más divertidas, escribir y reescribir escenas, que es tan divertido como parece. Agregando quienes actúan en la parte superior de todo lo que lo convierte en increíblemente largo, agotador, a veces terminamos 6 a la medianoche. Pero la actuación tiene sus propias recompensas. La comedia se intensifica en las escenas cortas. Haciendo una escena con Steve Carell, tratando de mantenerse al día con él, es tan duro y divertido y extraño como cualquier parte del proceso".

El 12 de junio de 2008, la revista Variety informó que se convertiría en uno de los productores ejecutivos de The Office.

### Escritor
1. "Health Care" (5 de abril de 2005) – Temporada 1.
2. "The Client" (8 de noviembre de 2005) – Temporada 2.
3. "The Carpet" (26 de enero de 2006) – Temporada 2.
4. "Dwight's Speech" (2 de marzo de 2006) – Temporada 2.
5. "The Coup" (5 de octubre de 2006) – Temporada 3.
6. "Cocktails" (22 de febrero de 2007) – Temporada 3.
7. "The Job" junto a Michael Schur (17 de mayo de 2007) – Temporada 3.
8. "Money" (18 de octubre de 2007) – Temporada 4.
9. "Goodbye, Toby" con Jennifer Celotta (15 de mayo de 2008) – Temporada 4.
10. "Stress Relief" (1 de febrero de 2009) – Temporada 5.
11. "Company Picnic" con Jennifer Celotta (14 de mayo de 2009) – Temporada 5.
12. "Gossip" (17 de septiembre de 2009) – Temporada 6.
13. "Sex Ed" (14 de octubre de 2010) – Temporada 7.
14. "Search Committee" (19 de mayo de 2011) - Temporada 7.
15. "The Incentive" (29 de septiembre de 2011) - Temporada 8.

### Director
1. "Money" (18 de octubre de 2007) – Temporada 4.
2. "Two Weeks" (26 de marzo de 2009) – Temporada 5.
3. "Gossip" (17 de septiembre de 2009) – Temporada 6.
4. "Whistleblower" (20 de mayo de 2010) – Temporada 6.
5. "Sex Ed" (14 de octubre de 2010) – Temporada 7.
6. "Training Day" (14 de abril de 2011) – Temporada 7.

## Premios
Su primer Premio Emmy fue por su labor como productor en 1999 por "Mejor programa de animación (para la programación una hora o menos)" por King of the Hill.
Sus trabajos en The Office recibieron numerosos premios. En junio de 2007, compartió un Premio Daytime Emmy por "Mejor Programa de Banda Ancha - Comedia", por su trabajo en los webisodios The Office: The Accountants.
Como actor compartió un Premio del Sindicato de Actores 2006 por "Mejor Interpretación por conjunto en una serie de comedia", como escritor, él compartió un Premio de Escritores de 2006, además de una nominación a los premios WGA por "el golpe". Como coproductor ejecutivo, compartió un Premio Emmy 2006 por "Mejor Serie de Comedia".
Lieberstein recibió un doctorado honoris causa en Bellas Artes por la universidad de Hamilton el 22 de mayo de 2011.
En total ganó 7 premios y fue nominado 21 veces.